# James Geddes

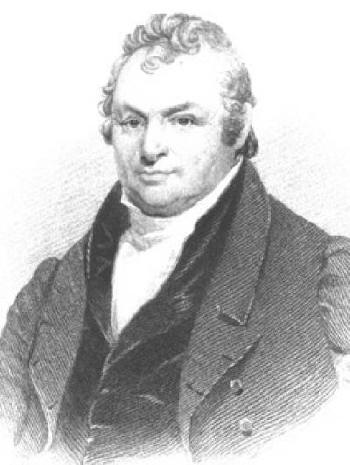
James Geddes

James Geddes (* 22. Juli 1763 in Carlisle, Provinz Pennsylvania; † 19. August 1838 in Camillus, New York) war ein US-amerikanischer Politiker und Ingenieur. Zwischen 1813 und 1815 vertrat er den Bundesstaat New York im US-Repräsentantenhaus.

## Werdegang
James Geddes besuchte die öffentlichen Schulen seiner Heimat. Er arbeitete auf der Farm seiner Eltern und war auch in Carlisle zeitweise als Lehrer tätig. Seit 1794 lebte er im Onondaga County im Staat New York, wo er in der Salzherstellung tätig war. In dem Gebiet um seine Produktionsstätten baute er auch das Straßennetz aus, mit dessen Hilfe er das Salz transportieren konnte. Später studierte er Jura. Im Jahr 1800 wurde er Friedensrichter in seiner Heimat. Politisch schloss er sich der von Alexander Hamilton gegründeten Föderalistischen Partei an. Im Jahr 1804 saß er als Abgeordneter in der New York State Assembly; 1809 wurde er Berufungsrichter.
Bei den Kongresswahlen des Jahres 1812 wurde Geddes im damals neu eingerichteten 19. Wahlbezirk von New York in das US-Repräsentantenhaus in Washington, D.C. gewählt, wo er am 4. März 1813 sein neues Mandat antrat. Bis zum 3. März 1815 konnte er eine Legislaturperiode im Kongress absolvieren, die von den Ereignissen des Britisch-Amerikanischen Krieges geprägt war.
Im Jahr 1822 war James Geddes noch einmal Abgeordneter in der New York State Assembly. Ansonsten arbeitete er als Bauingenieur an verschiedenen Kanälen, darunter auch dem Eriekanal. Diese Tätigkeit hatte er bereits Ende der 1800er Jahre begonnen. Er starb am 19. August 1838 in Camillus. Die Stadt Geddes, ebenfalls im Onondaga Country gelegen, ist nach ihm benannt.